# Stazione di Villaverla-Montecchio
La stazione di Villaverla-Montecchio è una fermata ferroviaria posta sulla linea Vicenza-Schio. Serve i centri abitati di Villaverla e di Montecchio Precalcino.